# Бразилска двупръста изексонова жаба
Brachycephalus didactylus е вид жаба от семейство Brachycephalidae. Видът не е застрашен от изчезване.

## Разпространение
Разпространен е в Бразилия.

## Описание
Популацията на вида е намаляваща.